# Nico Kibat
Nico Kibat (* 8. Februar 1980 in Rendsburg) ist ein ehemaliger deutscher Handballspieler, der aktuell als Trainer tätig ist.

## Karriere
Kibat begann das Handballspielen bei der HSG Schülp/Westerrönfeld. 1995 wechselte der 1,91 Meter große Rückraumspieler zum THW Kiel, bei dem er in der A-Jugend spielte und die NOHV-Meisterschaft gewann. Später spielte er im Seniorenbereich für die zweite Mannschaft des THW; in der Saison 1998/1999 kam er zu zwei Kurzeinsätzen in der 1. Bundesliga. In der darauffolgenden Saison bestritt er insgesamt 20 Partien in der Bundesliga. In diesen beiden Spielzeiten gewann der Rechtshänder mit dem THW die deutsche Meisterschaft und den DHB-Pokal.
Ab dem Sommer 2000 spielte Kibat für den Zweitligisten TSV Altenholz, mit dem Zweitspielrecht für den THW. Zwei Jahre später wechselte er zum Stralsunder HV, mit dem er 2003 in die Bundesliga aufstieg. Nach der Saison in der ersten Liga verließ er Stralsund und spielte vier Jahre für die TSG Friesenheim. Zur Saison 2008/2009 wechselte er zum Südzweitligisten SG BBM Bietigheim. Ab dem Sommer 2012 lief Kibat für den SV Henstedt-Ulzburg auf. In der Saison 2016/17 trat er mit der SV Henstedt-Ulzburg als HSG Nord HU an. Anschließend schloss er sich dem Oberligisten HSG Ostsee N/G an. Mit der HSG Ostsee stieg er 2018 in die 3. Liga auf.
Kibat bestritt drei Länderspiele für die B-Auswahl Deutschlands. Zuvor absolvierte er 24 Partien in der Juniorenmannschaft des DHB.
Kibat trainierte ab dem Sommer 2017 bis zum Saisonende 2018/19 die A-Jugend beim SV Henstedt-Ulzburg. Ab der Saison 2019/20 war er beim Oberligisten TSV Ellerbek als Trainer tätig. In der Schlussphase der Saison 2021/22 half er als Spieler beim abstiegsbedrohten SH-Ligisten MTV Lübeck aus. Nach der Saison 2022/23 beendete Kibat seine Tätigkeit beim TSV Ellerbek und übernahm den Drittligisten HSG Ostsee N/G. Im Juni 2025 verließ er die die Spielgemeinschaft.